# Коскуль (Світлинський район)
Коску́ль (рос. Коскуль) — селище у складі Світлинського району Оренбурзької області, Росія.

## Населення
Населення — 323 особи (2010; 584 у 2002).
Національний склад (станом на 2002 рік):
- казахи — 51 %
- росіяни — 35 %